# Murtaszkar
Abu al-Izz Murtaszkar –‬‭ król Makurii w Nubii około 1268 roku.
Wiadomo o nim, że był niewidomy i panował w Dongoli. Został obalony przez swojego siostrzeńca Dawida około roku 1268. Jego synowie zostali wypędzeni, poprosili o pomoc sułtana Egiptu Bajbarsa. 